# Ollie (serie)
Ollie is een animatieserie van het Gentse productiehuis Lunanime, gecreëerd door Anton Setola, voor kinderen van drie tot vijf jaar met een speelse educatieve en poëtische toon. 

## Concept
In een rustig parkje te midden van een drukke, lawaaierige stad beleven Ollie en zijn vriendjes hun avonturen. Het zijn verhaaltjes over dingen ontdekken, verwondering, vriendschap en solidariteit. Kleine verhalen die grote dingen aankaarten en grote avonturen die het belang van de kleine dingen tonen. Dit alles in een mix van verwondering en poëzie, waarbij men het plezier en het innerlijk leven in de karakters kunt voelen. 

## Personages
Ollie en zijn vriendjes zijn dieren, maar ze gedragen zich als kleine mensen. Ze bewegen op een manier die doet denken aan een vierjarige. Ze spreken niet, maar maken schattige geluidjes om zichzelf uit te drukken. 
- Ollie is het hoofdpersonage. Hij is een blauw uiltje met een sterk karakter. Hij is impulsief, nieuwsgierig en soms wat koppig.
- Mabel is een ooievaar die houdt van gezelligheid en het lekker luie leven. Ze is vriendelijk, zorgzaam en erg muzikaal.
- Charles is een groene kikker. Hij is een verlegen boekenwurm, maar wil altijd ook nieuwe dingen ontdekken. Hij is slim en is een trouwe vriend.
- Er zijn vijf kleine rode vogeltjes die in de meeste afleveringen terug komen. Zij zijn altijd bij elkaar en, hoewel ze soms wat chaotisch overkomen, zijn heel behulpzaam.

## Uitzendingen
De serie is te zien op:
- Ketnet Junior (BE)
- RTBF – Auvio (BE)
- Videoland (NL)
- RTL8 (NL)
- ITV – BE.ITV (GB)
- RTEJunior (IE)
- NRK (NO)
- YLE (FI)
- HOP! (IL)
- HRT (CZ)